# Ragazzi miei (singolo)
Ragazzi miei è un singolo del rapper italiano Shiva, pubblicato il 1º agosto 2017 come primo estratto dal secondo album in studio Solo.

## Video musicale
Il video, diretto da Emanuele Pisano, è stato reso disponibile in concomitanza con il lancio del singolo attraverso il canale YouTube dell'etichetta.

## Tracce
Testi e musiche di Andrea Arrigoni, Manusso e Yoshimitsu.
1. Ragazzi miei – 3:26